# Świerczyn-Bęchy
Świerczyn-Bęchy (prononciation : [ˈɕfjɛrt͡ʂɨn ˈbɛ̃xɨ]) est un village polonais de la gmina de Drobin dans le powiat de Płock de la voïvodie de Mazovie dans le centre-est de la Pologne.

## Histoire
De 1975 à 1998, le village appartenait administrativement à la voïvodie de Płock.